# 吳艷妮

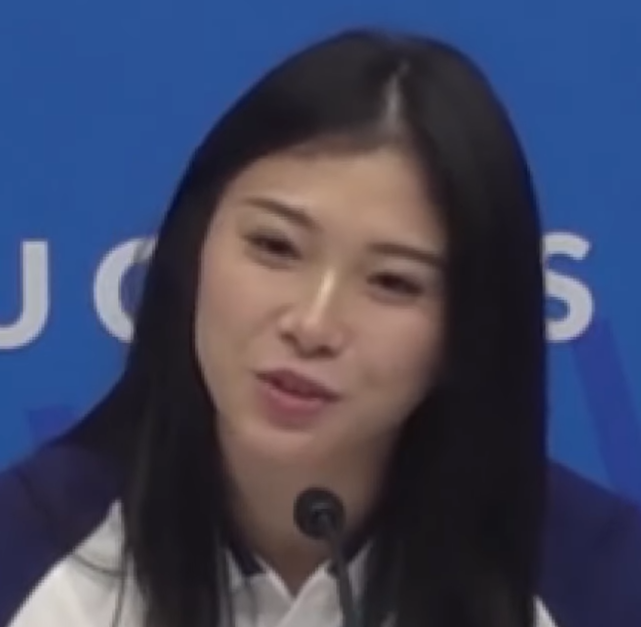
2023年夏季世界大學生運動會賽前

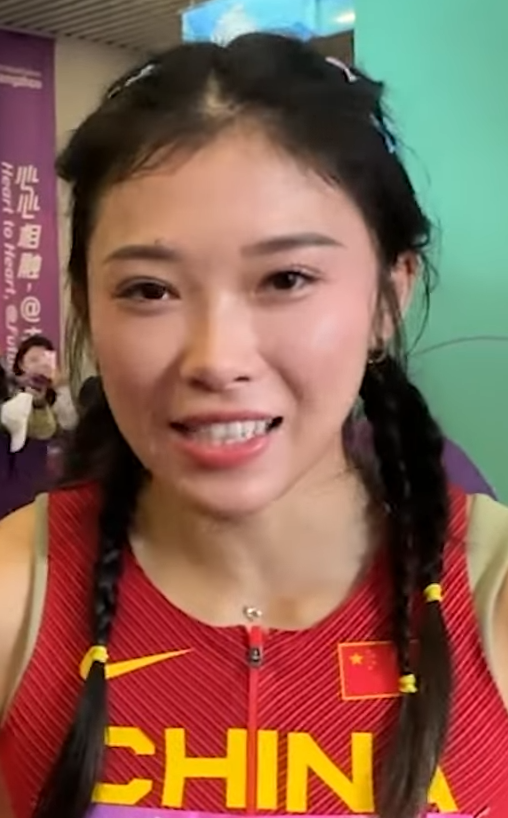
2023年亞洲運動會女子田徑100公尺跨欄半決賽後

吳艷妮（1997年7月28日—），中國女子田徑運動員，主项是100米栏，兼擅中國舞，四川自贡富顺县人。曾多次在国内赛事中获100米栏全国冠军，国际赛事的最好成绩是成都大运会银牌。教练是季荣强。

## 早年经历
吴艳妮1997年出生于四川自贡，母亲熊艳曾是田径运动员。吴艳妮练习过9年的民族舞，在五年级参加资中县运动会时被发掘田径上的天赋，于是转练田径。2012年，吴艳妮被保送到北京体育大学竞技体校，师从跨栏教练杨辉，主攻100米栏。

## 田径生涯
2015年以13.60秒獲全國青年運動會田徑100米栏金牌。2017年，获第十三届全运会季军。2018、2020、2021年全国田径锦标赛获100米栏冠军。2021年，在第十四届全运会上以12秒91获得亚军，冠军是林雨薇。2023年，吴艳妮参加亚洲田径锦标赛，但因抢跑未能完成比赛。2023年8月，26岁的吴艳妮在成都大运会上摘得100米栏银牌，同时获得2024年巴黎奥运会参赛资格。
2023年杭州亚运会田径女子100米栏决赛中，吴艳妮疑似抢跑，但印度的亚拉吉也被判定抢跑犯规。两人均申诉后，裁判决定先在运动员抗议下重新进行比赛。比赛恢复后，吴艳妮第二个冲过终点，林雨薇获得冠军。比赛结束后，裁判最终判定她在第一次起跑时抢跑，其成绩也被判无效。该场比赛的银牌和铜牌也分别由印度和日本选手获得。
2023年11月10日，吴艳妮在第一届全国学生（青年）运动会（校园组）女子大学乙组100米栏决赛上，以13秒14的成绩夺得金牌。
2024年3月，吴艳妮参加世界室内田径锦标赛，在60米栏项目上8秒12创造个人最佳止步预赛，整个3月共4次创造最好成绩，将个人最佳提升至8秒06。5月，吴艳妮在世界田联洲际巡回赛大阪站和东京站连续两周夺冠。2024年6月30日，吴艳妮以12秒74成绩创造个人最佳，获得2024全国田径冠军赛暨全国田径大奖赛总决赛女子100米栏决赛冠军，创下該賽季亞洲最好成績（后被日本选手福部真子打破）。
2024年巴黎奥运会的比赛中，吴艳妮在预赛中以12秒97的成绩位列小组第6，复活赛12秒98小组第4，但仍创造中国选手在奥运会女子100米栏项目上的最好成绩。
2025年世界室内田径锦标赛女子60米栏半决赛，吴艳妮以8.01秒的成绩打破尘封十一年的全国纪录。2025年3月27日，吴艳妮首次登顶世界田联女子项目世界积分中的亚洲第一。

## 人物争议
吴艳妮的场外高调和“人来疯”的性格让其一直处于风口浪尖，她在2023年全国田径冠军赛的比赛视频片段被媒体反复转发，“吴艳妮又美又飒”等话题词也迅速登上了微博热搜。吳艷妮右臂有紋身，被指责带坏青少年，大运会比赛前指天的动作，被众多网友嘲笑。吳艷妮自稱割過雙眼皮以及注重防曬。有些人认为这些行为是为了成为网红赚快钱。对此，吴艳妮回应，“我不差钱”。

## 外部連結
- 吳艷妮在的頁面
- 吳艷妮的新浪微博
- . 騰訊. 2018年9月16日  [2019年10月7日]. （原始内容存档于2019年10月7日） （中文（中国大陆））.